# Acteniopsis gambronensis
Acteniopsis gambronensis — вид лускокрилих комах з родини вогнівок (Pyralidae). Описаний у 2018 році.

## Поширення
Ендемік Ірану. Виявлений у провінції Хормозґан на півдні країни.

## Опис
Acteniopsis gambronensis дуже схожий на Acteniopsis kurdistanella схожі один на одного за жилкуванням крил і формою верхньощелепного та губного щупків; однак малюнок їхніх крил дещо інший. У A. gambronensis антемедіанна і постмедіанна лінії чітко помітні, тоді як у A. kurdistanella антемедіанна лінія дуже слабка і іноді ледь помітна. В A. kurdistanella дві поперечні лінії червонувато-коричневі, але у A. gambronensis ці лінії білі. Переднє крило A. kurdistanella має блідо-глинистий колір, тоді як у A. gambronensis основний колір від блідо-вохристого до жовтувато-охристого.